# Galina Balashova
Galina Andreevna Balashova (ryska: Галина Андреевна Балашова), född 1931 i Kolomna, Sovjetunionen, är en rysk arkitekt och designer som var engagerad i Sovjetunionens rymdprogram.

## Biografi
Balashova utbildade sig vid Moskvas arkitektinstitut och började 1955 sin yrkeskarriär vid konstruktionsbyrån GiproAviaProm i Kujbysjev. Hennes arbete där var att ta bort dekorativa element, betraktade som "dekadenta", från bostadshus. År 1957 blev hon seniorarkitekt på OKB-1 (senare: RKK "Energiya"), som ansvarade för konstruktionsarbetet under det tidiga skedet av Sovjetunionens rymdprogram. Hon började med att utforma bostäder för anställda, men bidrog senare till inredningen av Sojuz rymdfarkoster och Saljut- och Mir-rymdstationerna. Balashova arbetade också som konsult för Buran-programmet fram till sin pensionering år 1991.
Hennes arbete med rymdprogrammet omfattade utformningen av rumsinredning, möbler, kontrollpaneler, dekorativa logotyper och väggmålningar på innerväggar. Hon utformade inredningen för en gravitationslös miljö med bland annat kontrastfärger för golv och tak för att kosmonauterna inte skulle tappa orienteringen. Hennes arbete var länge tämligen okänt, eftersom det från början klassificerades som hemligt. Först 2018 har för första gången Balashovas anmärkningsvärda liv och yrkesmässiga insatser blivit uppmärksammade i USA, i presentationer vid internationella konferenser som organiserades av två ledande amerikanska universitet.
Hennes design för häftstift som användes vid Aerosalons-utställningen i Frankrike 1973 blev senare officiellt emblem för Apollo-Sojuz-testprojektet. Den ryska regeringen patenterade dock utformningen och gav inte Balashova erkännande som upphovsperson. Hennes banbrytande prestationer framhävs dock i stora verk om kvinnors bidrag till arkitekturen.